# Frederiksværk Kommune
| Strukturdaten       | Strukturdaten   |
| ------------------- | --------------- |
| Sitz der Verwaltung | Frederiksværk   |
| Fläche              | 89,56 km²       |
| Einwohner           | 20.324 (2004)   |
| Kommune seit 2007   | Halsnæs Kommune |

Frederiksværk Kommune war bis Dezember 2006 eine dänische Kommune im damaligen Frederiksborg Amt im Norden der Insel Seeland. Seit Januar 2007 ist sie zusammen mit der ehemaligen Kommune Hundested Teil der neugebildeten Halsnæs Kommune (bis zum 31. Dezember 2007 Frederiksværk-Hundested Kommune genannt).